# Spilosoma eichhorni
Spilosoma eichhorni är en fjärilsart som beskrevs av Rothschild 1917. Spilosoma eichhorni ingår i släktet Spilosoma och familjen björnspinnare. Inga underarter finns listade i Catalogue of Life.